# Oenosandra nigrostriata
Oenosandra nigrostriata är en fjärilsart som beskrevs av Heinrich Benno Möschler 1872. Oenosandra nigrostriata ingår i släktet Oenosandra och familjen Oenosandridae. Inga underarter finns listade i Catalogue of Life.